# Frey und Schindler

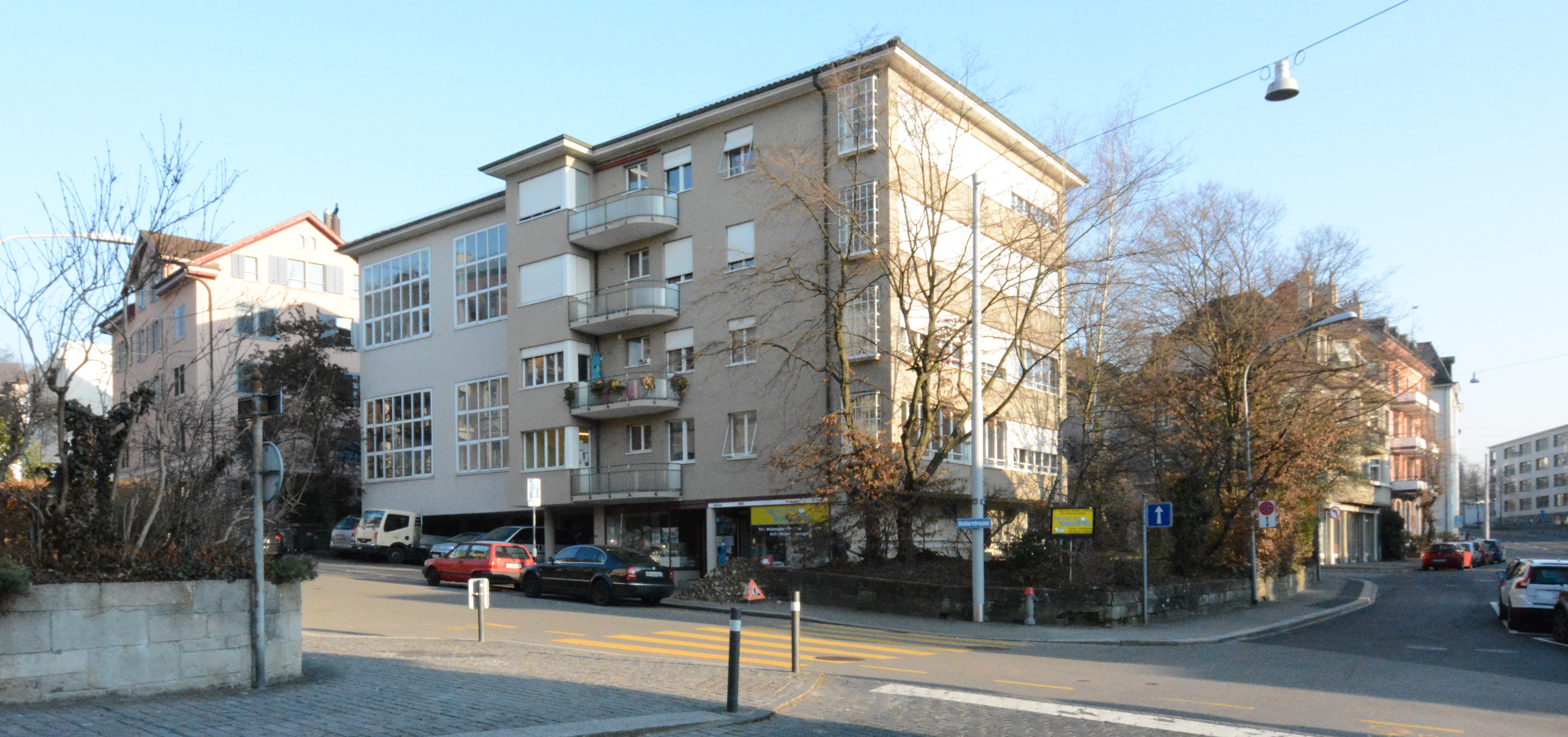
Atelierhaus Dolderstrasse, Zürich, 1941

Das Architekturbüro Frey und Schindler mit Niederlassungen in Zürich und Olten bestand von 1936 bis 1947. Büropartner waren die Architekten Ernst Schindler (1902–1994) und dessen vorheriger Mitarbeiter Hermann Frey (1908–1980).
Gemeinsam konnten Frey und Schindler einige Gebäude in Olten errichten, gleich zu Beginn der Partnerschaft das Strandbad Olten (1936–37) und die Erweiterung des Schulhauses Frohheim (1936–37). 1941 fertiggestellt wurde das Atelier- und Wohnhaus an der Dolderstrasse, das durch die doppelgeschossigen Ateliers an der Gebäudeecke auffällt. Es folgten noch vor dem Zweiten Weltkrieg in Olten das Verwaltungsgebäude für den Schweizerischen Samariterbund und die Kantonalbank in Binningen. Nach dem Krieg entstand im gemeinsamen Büro das Schweizerische Vereinssortiment.
Die beiden Architekten führten nach der Trennung 1947 eigene Büros in Zürich (Ernst Schindler) und Olten (Hermann Frey) weiter. Gemeinsam planten die Architekten Ende der 1950er Jahre/Anfang der 1960er Jahre noch das Kantonsspital in Olten.

## Werk (Auswahl)
- Strandbad, Olten, 1936–37
- Frohheim, Schulhauserweiterung, Olten, 1936–37
- Verwaltungsgebäude Schweizerischer Samariterbund, Olten, 1938
- Kantonalbank, Binningen, 1937–39
- Glockenhof, Hotel-Restaurant, Olten, 1938
- Atelier- und Wohnhaus, Dolderstr., Zürich, 1940–41
- Schweizerisches Vereinssortiment, Olten, 1947–48
- Kantonsspital, Olten, 1957–66

## Belege
1. ↑  N.N.: Die neue Badanlage an der Aare in Olten: Architekten Frey & Schindler, Olten-Zürich. In: Schweizerische Bauzeitung. Band 109, Nr. 19, 1937, S. 231–233, doi:10.5169/seals-49048.
2. ↑  N.N.: Neuere Arbeiten der Architekten Frey & Schindler, Olten-Zürich. In: Schweizerische Bauzeitung. Band 113, Nr. 20, 1939, S. 231–233, doi:10.5169/seals-50496.
3. ↑  N.N.: Wohn- und Geschäftshaus "Schönau" an der Dolderstrasse in Zürich: Pläne und Bauleitung: Frey & Schindler, Arch. S.I.A., Olten-Zürich; Statische Berechnung: Dipl. Ing. Hela v. Tscharner, Zürich. In: Schweizerische Bauzeitung. Band 117, Nr. 19, 1941, S. 220–223, doi:10.5169/seals-83448.
4. ↑  N.N.: Basellandschaftliche Kantonalbank Binningen : Frey & Schindler, Architekten SIA, Olten und Zürich. In: Werk. Das Werk, Nr. 31, 1944, S. 85–88, doi:10.5169/seals-24988.
5. ↑  N.N.: Schweizerisches Vereinssortiment Olten. 1947/48, Frey & Schindler, Architekten SIA, Olten und Zürich. In: Das Werk. Band 37, Nr. 7, 1950, S. 7–10, doi:10.5169/seals-28998.
6. ↑  N.N.: Kantonsspital Olten. In: Das Werk. Band 53, Nr. 7, 1966, S. 256–259, doi:10.5169/seals-41222.